# 邱垂益
邱垂益（1950年—），前任新北市中和區区长，曾任臺北縣中和市市长、台北縣議員、中和市市民代表、中和鄉鄉民代表。兒子是現任新北市議員邱烽堯。

## 2005年中和市長選舉
邱垂益以87,674票打敗許進勝的65,147。在他的邀请下，前立委韩国瑜担任中和市副市长一年八个月时间，两人以前是台北县议员的同事。